# Colegio Codazzi
Colegio Codazzi es una escuela italo-venezolana ubicada en Caracas, oficialmente reconocida por Italia.

## Datos
El Colegio Codazzi es una institución educativa venezolana de carácter privado sin fines de lucro, establecida en la ciudad de Caracas en 1951, siendo una de las instituciones educativas internacionales más antiguas de la capital venezolana y del país.
El Colegio Codazzi fue fundado por inmigrantes italianos para atender a las necesidades escolares de los hijos de italianos, que durante el gobierno de Marcos Pérez Jiménez estaban llegando a Venezuela en masa. Desde entonces ha sido aprobado por el Ministerio de Educación de Italia y actualmente es la única escuela en lengua italiana en Venezuela. Se le asignó el nombre del famoso Ingeniero militar y cartógrafo/geógrafo de Venezuela Agustín Codazzi, nacido en Italia y sepultado en el Panteón de Venezuela.
El Codazzi ofrece cursos para casi mil alumnos en primaria ("Scuola Elementare Molinari"), secundaria inferior ("Scuola Media Leonardo Da Vinci") y bachillerato italiano ("Liceo Scientifico Venezuela"). Desde 1986 tiene también cursos en español.
El Colegio ha sufrido una grave crisis por problemas presupuestarios, debido a la crisis económica que sufre Venezuela desde 2011 y que ha afectado a la comunidad italiana caraqueña. Pero recientemente el Codazzi ha superado el problema, gracias a la ayuda de la Embajada italiana de Caracas.